# È già ieri
È già ieri è un film del 2004 diretto da Giulio Manfredonia e interpretato da Antonio Albanese. Il film è un rifacimento della pellicola statunitense Ricomincio da capo (Groundhog Day), del 1993, diretta da Harold Ramis, con Bill Murray e Andie MacDowell.

## Trama
Filippo Fontana è un famoso conduttore televisivo, specializzato in zoologia; è un uomo viziato, egocentrico e arrogante, che disprezza, oltre al proprio lavoro, tutti quelli che lo circondano. Fontana si reca di malavoglia, inviato a sorpresa dal suo capo, in una piccola isola delle Canarie, per realizzare un servizio su un raro stormo di cicogne.
Dopo avere effettuato il servizio, non può prendere il traghetto per arrivare all'aeroporto di Tenerife, a causa di una mareggiata, ed è così costretto a fermarsi sull'isola per una seconda notte. La mattina al risveglio nota una serie ininterrotta di déjà vu e quindi realizza che tutto ciò che aveva vissuto il giorno prima si sta ripetendo di nuovo. Si ritrova così prigioniero di un anello temporale, in cui è sempre il 13 agosto. Dapprima con stupore, nonostante vari tentativi di restare sveglio la notte, o di addormentarsi in posti diversi dalla camera d'albergo e anche di scappare dall'isola la mattina stessa, finisce per rassegnarsi all'idea di doversi svegliare ogni mattina alle 7 con la voce dello stesso annunciatore della radio locale che invita tutti alla festa serale del paese.
Libero da ogni freno inibitorio, si adatta inizialmente con una forte dose di cinismo, decidendo ogni giorno di seguire o non seguire il programma previsto con la troupe alla ricerca delle cicogne, o di trascorrere la serata in modo sempre diverso, noncurante delle conseguenze delle sue azioni. Riesce ad avere rapporti con quasi tutte le donne dell'isola, più un uomo, dopo aver carpito i loro segreti reconditi per poterle conquistare così rapidamente, salvo trovarle poi tutte monotone. Sopraggiunge quindi l'angoscia e un tentativo di suicidio, con tanto di strage di cicogne per sfogo, anche questo del tutto inutile. Dopo questo ennesimo fallimento inizia a guardare con altri occhi il mondo che lo circonda e tutto ciò che gli capita attorno. Stringe amicizia tra gli altri con un anziano signore che la mattina incrocia fuori dall'albergo chiedendogli una sigaretta: venuto a sapere che la sera stessa morirà di infarto, tenta di prevenire il suo malore, senza mai riuscire a salvarlo.
Rassegnato dell'ineluttabilità del suo destino, oltre a permettere che l'anziano signore si possa godere il suo ultimo giorno, guarda con maggiore attenzione ai valori della vita, che inizia a scoprire, anche attraverso Rita, la biologa al seguito della troupe televisiva, residente nell'isola. Con lei, il giorno del suo arrivo, c'erano stati numerosi attriti. Cerca ripetutamente di conquistarla, senza ottenere però alcuna attenzione da parte sua. Una conoscenza sempre più approfondita della sua vita privata gli permetterà di aprirsi e di rivelarle il suo segreto, sebbene convinto di non essere creduto.
La sera in cui i due dormono insieme, innamorati l'uno dell'altra, l'incantesimo si spezza e Filippo, ormai diventato un'altra persona, si sveglia in compagnia di Rita, il 14 agosto, in un giorno di pioggia nel quale dovrà fare fronte a una nuova vita e, nell'immediato, alla gestione di un branco di maiali acquistati in modo avventato durante una vendita all'asta del giorno prima.

## Produzione
Il film non è stato girato alle Canarie ma ad Almería in Andalusia.

## Distribuzione
Il film è stato distribuito in Italia a partire dal 16 gennaio 2004 e in Spagna dal 15 aprile del 2005. La prima messa in onda televisiva in Finlandia e in Argentina risale al 5 gennaio 2009.
Il film è conosciuto anche con i titoli: Още вчера (Bulgaria), Un día sin fin (Spagna), Kiipelissä kanarialla (Finlandia), Búcsú a holnaptól (Ungheria), Dzien bociana (Polonia), Уже вчера (Russia) e inoltre con il titolo internazionale in inglese Stork Day.

## Accoglienza
(Maurizio Porro, Corriere della Sera, 17 gennaio 2004)